# Juncus texanus
Juncus texanus là một loài thực vật có hoa trong họ Juncaceae. Loài này được (Engelm.) Coville mô tả khoa học đầu tiên năm 1903.